# Parco nazionale di Peneda-Gerês
Il Parco nazionale di Peneda-Gerês (in portoghese: Parque Nacional da Peneda-Gerês), istituito nel 1971, è stato il primo parco nazionale del Portogallo.
Situato in prossimità del confine settentrionale, è ampio oltre 70 000 ettari.

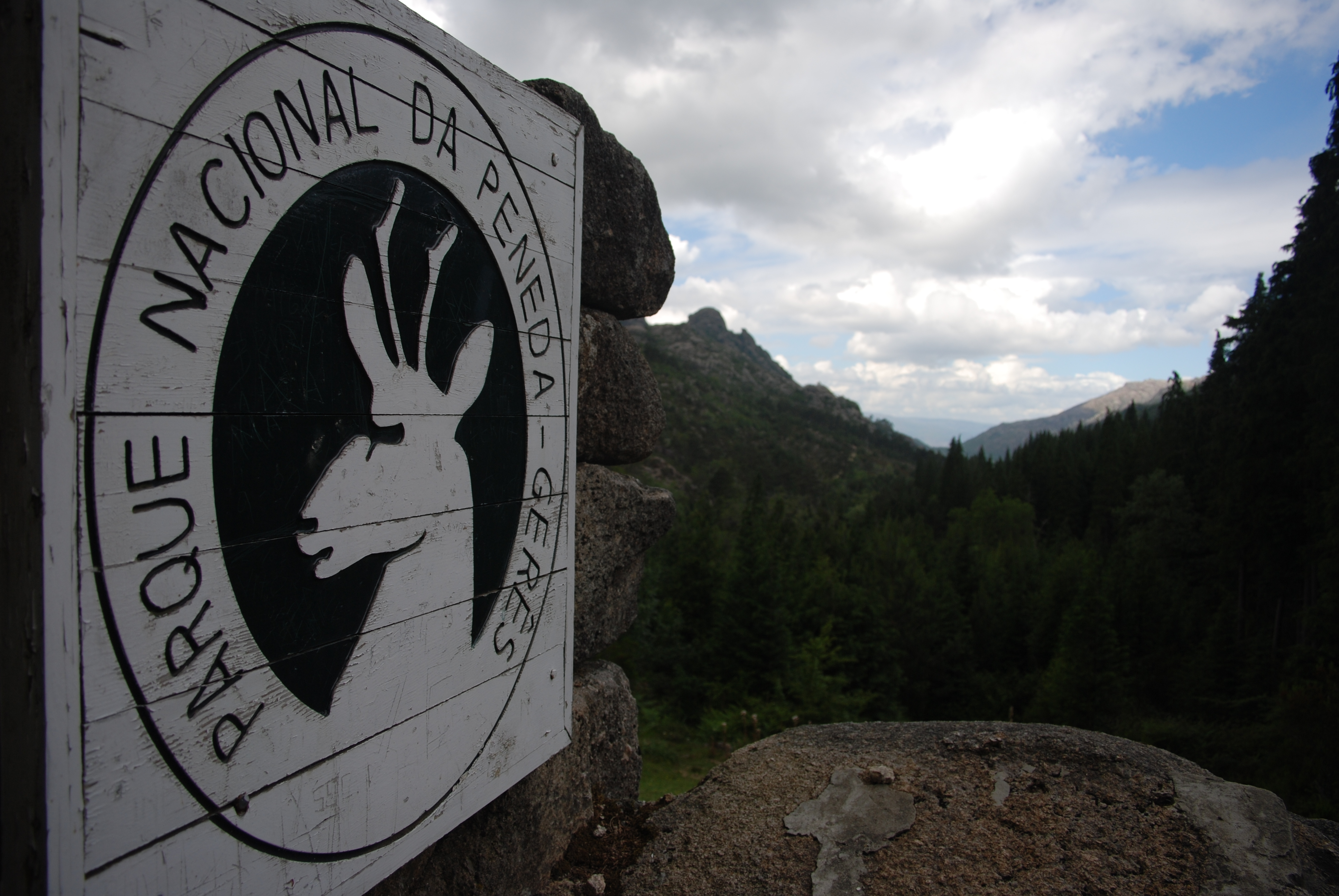
Cartello del parco

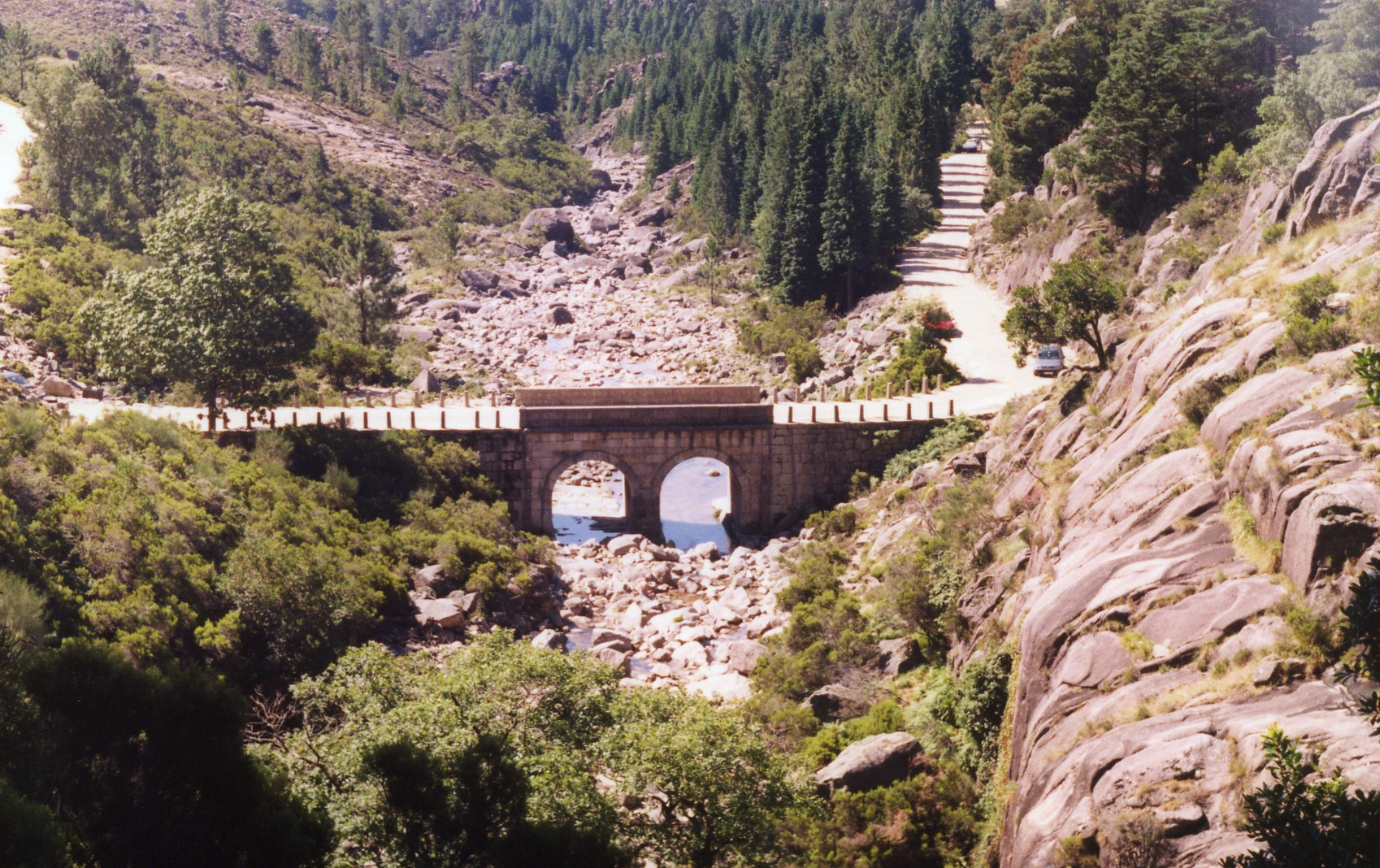
Ponte sopra il Rio Arado

È una delle maggiori attrazioni naturali del Portogallo per la rara e impressionante bellezza paesaggistica e per il valore ecologico.
Il clima è atlantico, cioè con abbondanti precipitazioni, e ciò favorisce una lussureggiante vegetazione arborea (querce, faggi, pini). 
Ospita una ricca fauna selvatica (caprioli, aquile, cinghiali, volpi, lupi, pernici, rettili).
Nel 1892, sulla Sierra de Gerês, vi fu l'ultimo avvistamento di un esemplare femmina di stambecco portoghese (Capra pyrenaica lusitanica), ormai estinto. 
Ma dal 1998, vi si è "auto-introdotta" un'altra sottospecie: lo stambecco di Gredos (Capra pyrenaica victoriae). Si trattava di individui fuggiti dal recinto di acclimatazione in territorio spagnolo, originari del confinante "Parco naturale Baixa Limia-Serra do Xurés", nella Galizia spagnola. 

Da un censimento del 2003, risultavano essere oltre 75 esemplari; nel 2008 sono stati contati 300 stambecchi.